# Митропа куп 1963.
Митропа куп 1963 је 22. година одржавања Митропа купа.
Учествовало је 8 екипа. Аустрија, Мађарска и Италија су учествовале са две екипе и СФР Југославија и Чехословачка са једном екипом. Играло се по двоструком куп систаму.

### Четвртфинале
| Клуб          | Држава                                           | Резултати | Држава   | Клуб             |
| ------------- | ------------------------------------------------ | --------- | -------- | ---------------- |
| МТК           | Мађарска                                         | 1-1, 1-0  | Италија  | ФК Болоња        |
| ФК Вашаш      | Мађарска                                         | 1-1, 5-0  | Чешка    | ФК Баник Острава |
| ФК Жељезничар | Социјалистичка Федеративна Република Југославија | 0-2, 4-1  | Аустрија | ФК Аустрија Беч  |
| ФК Торино     | Италија                                          | 1-0, 3-3  | Аустрија | ФК Адмира Беч    |

### Полуфинале
| Клуб     | Држава   | Резултати | Држава                                           | Клуб          |
| -------- | -------- | --------- | ------------------------------------------------ | ------------- |
| МТК      | Мађарска | 1-1, 1-0  | Социјалистичка Федеративна Република Југославија | ФК Жељезничар |
| ФК Вашаш | Мађарска | 5-1, 1-2  | Италија                                          | ФК Торино     |

## Финале
| Побеник | Држава   | Резултат | Држава   | Финалиста |
| ------- | -------- | -------- | -------- | --------- |
| МТК     | Мађарска | 2-1 1-1  | Мађарска | ФК Вашаш  |

| Победник Митриоа купа 1963 |
| -------------------------- |
| МТК 2. Титула              |